# Petar Sučić
Petar Sučić (* 25. Oktober 2003 in Livno, Bosnien und Herzegowina) ist ein bosnisch-kroatischer Fußballspieler. Der Mittelfeldspieler steht bei Inter Mailand unter Vertrag und ist A-Nationalspieler.

## Karriere
Sučić begann seine fußballerische Ausbildung im Alter von neun Jahren in der Jugendakademie von NK Sport Prevent Bugojno, bevor er 2018 zu NK Iskra Bugojno wechselte. Zwei Jahre später zog er weiter zur renommierten Jugendakademie von HŠK Zrinjski Mostar, wo er seine Fähigkeiten weiter ausbauen konnte.
Im Januar 2022 unterschrieb Sučić einen Fünfjahresvertrag bei Dinamo Zagreb, wo er zunächst Erfahrung in der zweiten Mannschaft sammelte. Im Juni 2022 kehrte Sučić auf Leihbasis für eine Saison an seinen ehemaligen Verein Zrinjski Mostar zurück. Bereits im Sommer 2022 debütierte der 18-Jährige in der UEFA-Champions-League-Qualifikation gegen Sheriff Tiraspol und zeigte dabei eine starke Leistung auf internationalem Niveau. In insgesamt 37 Einsätzen trug er zum Gewinn der bosnischen Meisterschaft und des Pokals bei.
Im Sommer 2023 kehrte Sučić endgültig in die erste Mannschaft von Dinamo Zagreb zurück. Sein offizielles Debüt feierte er am 15. Juli 2023 im kroatischen Supercup-Finale gegen Erzrivale Hajduk Split, das Dinamo mit 1:0 gewann.
Im Dezember 2023 verlängerte Sučić seinen Vertrag mit Dinamo Zagreb langfristig bis 2028. In der Saison 2024/25 spielte er weiterhin eine Schlüsselrolle und erzielte in 31 wettbewerbsübergreifenden Spielen sechs Tore.
Am 3. Februar 2025 bestätigte Sučić auf sozialen Medien, dass er im Sommer zu Inter Mailand wechseln wird, die laufende Saison jedoch in Zagreb beenden wolle. Berichten zufolge einigten sich die beiden Vereine auf eine Ablösesumme von 14 Millionen Euro plus 2 Millionen Euro an Bonuszahlungen. Am 4. Juni 2025 bestätigte Inter den Wechsel.

## Nationalmannschaft
Nach mehreren Spielen für Bosnien und Herzegowinas U19 und U21 entschied sich Sučić im März 2024 künftig für Kroatien auflaufen zu wollen. Im September 2024 wurde Sučić erstmals in die A-Nationalmannschaft Kroatiens für die Nations-League-Spiele gegen Portugal und Polen berufen. Sein Debüt gab er am 5. September 2024 im Spiel gegen Portugal im Estádio da Luz. In der 77. Spielminute ersetzte er Luka Modrić, das Spiel endete mit einer 2:1-Niederlage für Kroatien.

## Erfolge
Dinamo Zagreb
- HNL: 2023/24
- Kroatischer Fußballpokal: 2023/24

HŠK Zrinjski Mostar
- Premijer Liga: 2022/23
- Bosnisch-herzegowinischer Fußballpokal: 2022/23

## Privates
Sučićs Cousin, Luka Sučić, ist ebenfalls professioneller Fußballspieler.